# Tresillo

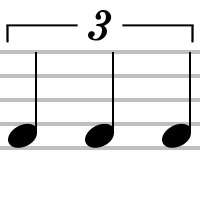
Tresillo.

En música, un tresillo es un grupo de valoración especial formado por tres figuras iguales que se tocan en el tiempo que se deberían tocar solo dos, aunque no necesariamente ya que también se pueden agrupar dos notas como una negra y una corchea en un tresillo. Se los nota, por lo general, colocando una barra sobre ellas con el número 3; es la subdivisión más usada, puesto que también existen otras como el seisillo, cinquillo etc.
El tresillo es un grupo de valoración especial por reducción, ya que al entrar tres en el tiempo de dos, sus figuras son necesariamente más rápidas. El tresillo se emplea normalmente para conseguir aplicar métrica compuesta (las unidades de medida del compás se agrupan en subgrupos de a tres) o en una métrica simple (las unidades de medida del compás se agrupan en subgrupos de a dos).
En resumen, se define como la división irregular ternaria de una figura binaria, y su valor total equivale al de la figura inmediata superior, por ejemplo, al tener un tresillo de corcheas, su valor total equivaldría a la duración de una negra.